# Sergio El Colorao
Sergio El Colorao (Granada, 2 de febrero de 1985) es un cantaor de flamenco granadino. Posee tres primeros premios en el prestigioso concurso Festival del Cante de las Minas, durante los años 2007 y 2008, en las modalidades de Soleá, Vidalita y Farruca. Pertenece a una larga familia de flamencos granadinos conocido como los "Coloraos". Su disco "Como mi sangre" aparecido en febrero de 2016 cuenta con colaboraciones tan relevantes como: Pepe Habichuela, Antonio Canales, Jerónimo Maya, Manuel Parrilla o Dani Méndez, entre otros.

## Biografía
Sus primeros pasos en el mundo del flamenco los da de la mano de su padre Antonio Gómez 'El Colorao'. Pertenece a una larga familia de cantaores y guitarristas, desde su padre hasta sus hermanos, sin dejar a un lado nombres como su tío José Gómez 'El Colorao', o artistas de la talla de Rafaela Gómez, El Moreno, Raúl Mikey, Raquel La Repompa de Málaga. Está igualmente emparentado con la familia Habichuela, donde destacan nombres como Pepe Habichuela, Juan Habichuela, Antonio Carmona o Tía Marina Habichuela.
Sube por primera vez a un escenario a la edad de 6 años acompañado de su hermano a la guitarra. En los años posteriores subiría a escenarios de peñas flamencas y festivales de toda Andalucía acompañando a su padre. Con 10 años forma el grupo Oyana, junto a otras jóvenes promesas del flamenco granadino y ya aparece en él la curiosidad por la innovación en los estilos olvidados del flamenco a la par que fragua un estilo propio e innovador que lo dotan de una brillante personalidad cantaora. En esos años, comparte cartel con artistas de la talla de Remedios Amaya, Raimundo Amador, La Susi, Rebeca o Ecos del Rocío.
En el año 2000 en el espectáculo 'Trasnoches Flamencos' comparte cartel con Rafael Amargo y el grupo Losada. Por esos años de su adolescencia continúa una formación académica que lo llevaría a la Universidad, si bien tuvo que abandonar los estudios para dedicarse por completo a su carrera artística. Comienza a ser requerido, en lo sucesivo, por figuras del baile como Manolete (bailaor), Fuensanta La Moneta, Andrián Sánchez, Lucía Guarnido, Juan Andrés Maya, Ana Calí o Juan Ramírez, entre otros muchos. Junto a ellos se enrola en compañías que lo llevan por países como Francia, República Checa, Inglaterra, Panamá o Rusia.
En los primeros años de esta década alterna viajes al extranjero, concursos en los que obtiene importantes distinciones, actuaciones asiduas en los tablaos del Sacromonte y el Albayzín granadino junto a una intensa creación musical que lo llevó a realizar un gran acopio de temas personas, recreaciones de cantes y arreglos musicales para espectáculos. Por esos años colabora en los discos del pianista Sergio Pamies ("Entre amigos" y "Borrachito"), y en la gira de presentación del mismo que lo llevan al Festival de Jazz en la Costa o el Festival de Jazz de Bilbao. En el verano de 2009 es solicitado para el espectáculo “El 5 a las 5”, formado por músicos de jazz clásico, tango argentino, pop y flamenco, unidos para realzar un imaginario musical basado en la figura de Lorca y su historia. En 2010, participa en el Festival de Jerez con Adrian Sánchez y además recibe el premio revelación del Festival ONCE y en 2011 participa en el documental “A Cobitos”, en homenaje al cantaor Cobitos y en la película 'Verde' junto a Cristina Hoyos y Juan Antonio Jiménez, y colabora en el segundo disco de Sergio Pamies 'Borrachito', con el que viajan a la República Checa. También en este año colabora en el estreno de 'De cobre y Lunares' de Ana Calí, 'Amalgama' de Javier Martos y 'Suma y Sigue' de Lucía Guarnido y en 2012 presenta su propio espectáculo “20 para el Flamenco” en las Cuevas Museo del Sacromonte dentro del II Festival de las Cuevas.
En 2013 colabora con el pianista Jesús Hernández en su primer disco “Camino Bojaira” y además participa en el espectáculo Siryab-Caló de Suhail Serghini fusionando el flamenco con la música árabe y participa en el espectáculo “Homenaje” de Juan Andrés Maya, que se estrena en Sevilla en el Teatro Central. En 2014 participa con el Ballet Flamenco Andaluz en el espectáculo “En Memoria del Cante” y en el espectáculo “Embrujo Flamenco” en la Ciudad de Panamá junto al bailaor El Farru. En 2015, participa en otros espectáculos como: “Paso a paso” de Fuensanta La Moneta; 'Comienza una Saga' de Adrián Sánchez; 'Al tras luz' de Lucia Guanido, etc.  
En 2016 da por finalizada la grabación de su primer disco que vio la luz en febrero, acompañado por artistas de la talla de Antonio Canales, Pepe Habichuela, Manuel y Bernardo Parrilla, Dani de Morón, Jerónimo Maya, Antonio Serrano, etc.

## Discografía

### Como solista
- Como mi sangre (Fods Records, 2016)

### Colaboraciones
- Jóvenes con esencia flamenca (con Big Bang Producciones, 2000)
- Jóvenes Flamencos (Diputación de Granada, 2005)
- Entre amigos (con Sergio Pamies, 2009)
- Borrachito (con Sergio Pamies, 2011)
- Camino Bojaira (con Jesús Hernández, 2013)

## Premios
- Primer premio Soleá Festival del Cante de las Minas La Unión (Murcia) 2008
- Primer premio por Vidalitas Festival del Cante de las Minas La Unión (Murcia) 2007
- Primer premio Farrucas Festival del Cante de las Minas La Unión (Murcia) 2008
- Premio Rebelación fundación ONCE Granada (Murcia) 2010